# Camponotus moelleri
Camponotus moelleri är en myrart som beskrevs av Auguste-Henri Forel 1912. Camponotus moelleri ingår i släktet hästmyror, och familjen myror. Inga underarter finns listade.